# Fée Clochette (Disney)
Fée Clochette est un personnage développé par les studios Disney sur la base du personnage éponyme du roman Peter Pan de J. M. Barrie pour le long métrage Peter Pan (1953).

## Filmographie
Univers de Peter Pan
- 1953 : Peter Pan
- 2002 : Peter Pan 2 : Retour au Pays imaginaire
- 2022 : Peter Pan et Wendy (Peter Pan & Wendy) de David Lowery

Univers des Disney Fairies
- 2008 : La Fée Clochette
- 2009 : Clochette et la Pierre de lune
- 2010 : Clochette et l'Expédition féerique
- 2012 : Clochette et le Secret des fées
- 2014 : Clochette et la Fée pirate
- 2015 : Clochette et la Créature légendaire

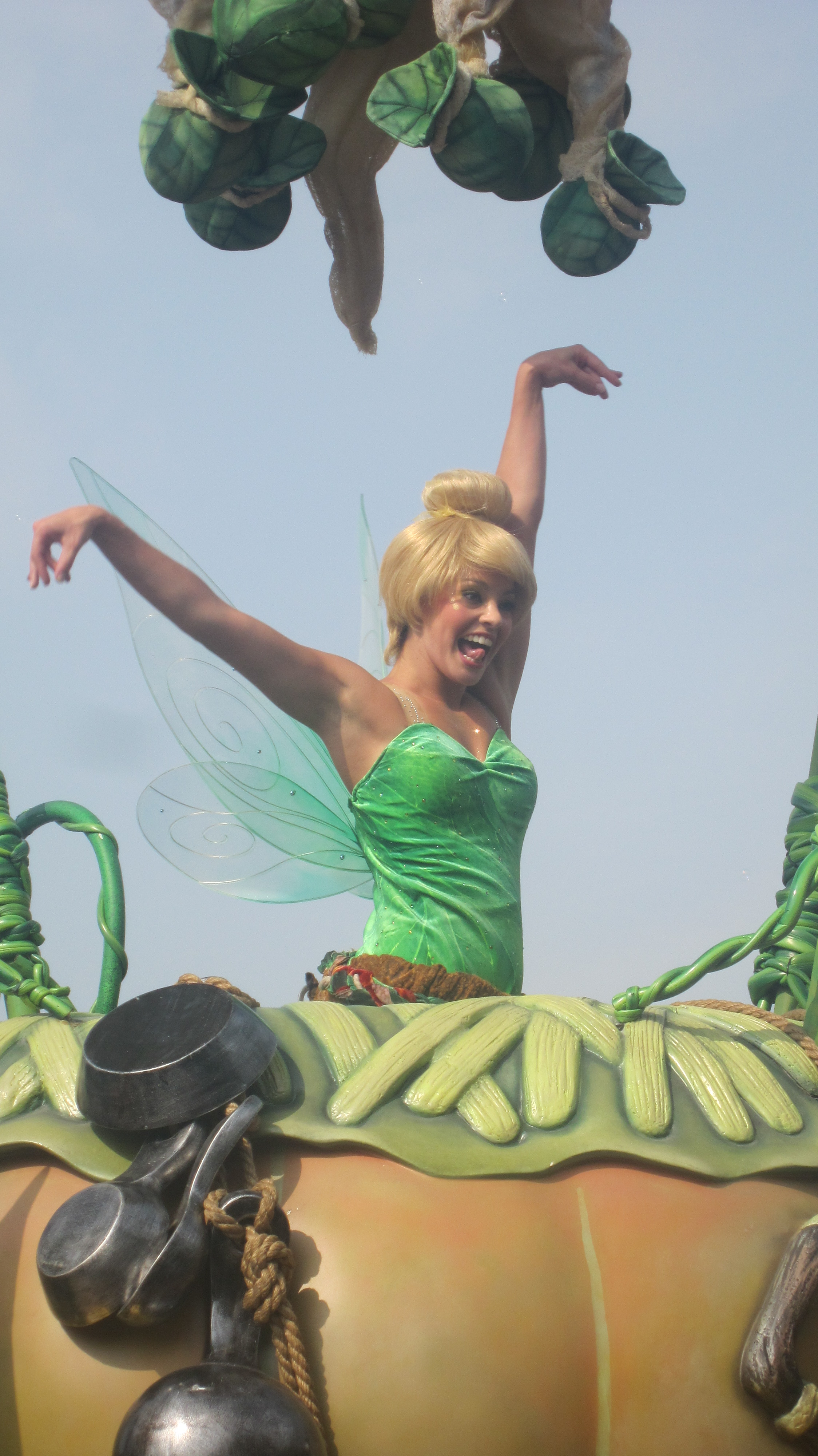
La fée Clochette lors d'une parade à Hong Kong Disneyland

## Dans les autres langues
- Anglais : Tinker Bell
- Portugais : Sininho
- Serbe : Zvončica